# Христинин, Юрий Николаевич
Юрий Николаевич Христи́нин (14 февраля 1942, Невинномысск, Орджоникидзевский край — 4 февраля 2008, Ставрополь) — российский журналист, публицист, краевед и писатель. Заслуженный работник культуры (1987). Член Союза журналистов СССР (с 1968 года), трижды лауреат премии им. Германа Лопатина.

## Биография
Родился 14 февраля 1942 года в городе Невинномысск, Ставропольский край. Родители: штурман-бомбардировщик Николай Васильевич Христинин и Тамара Николаевна Бернасовская (дочь священника Николая Афанасьевича Бернасовского, расстрелянного в 1933 г.).
Учился в средней школе № 3 г. Невинномысска, позднее на филологическом факультете Ростовского государственного университета (1966—1968, полный курс не окончил), на сценарном факультете документального кино ВГИКа (1976—1979), в партийной школе.
По окончании школы Юрий работал в электромонтажном управлении, а через год был принят литературным сотрудником в редакцию городской газеты «Невинномысский рабочий». С 1961 по 1964 гг. служил связистом в составе Группы советских войск в Германии. Приказом Главкома ГСВГ генерала армии И. И. Якубовского был отмечен за активную и плодотворную военкоровскую деятельность (1964). Эта первая награда и определила выбор пути — журналистика стала его профессией.
По возвращении из армии непродолжительное время работал инструктором городского комитета ВЛКСМ г. Невинномысска, где и познакомился со своей будущей супругой.
В 1966 году Христинин переезжает в Ставрополь (газета «Молодой ленинец», 1966—1968). Без малого четверть века (1968—1991) Ю. Н. Христинин проработал в газете "Ставропольская правда". Дата обращения: 7 января 2015. заведующим отделами публицистики, писем, морали и права, заместителем главного редактора. В эти годы он совершает много поездок по Ставрополью, знакомится с сельской жизнью, изучает литературу по истории, экономике, этнографии края. С 1968 года Ю. Н. Христинин — член КПСС.
Параллельно с работой в «Ставропольской правде» Ю. Н. Христинин плотно сотрудничает с краевыми и региональными газетами, регулярно публикуется в центральной прессе — журналах «Журналист», «Глобус» (издательство «Детская литература»), "Памятники Отечества" (альманах общества охраны памятников истории и культуры), является внештатным корреспондентом газет «Сельская жизнь» (Москва), Известия (Москва), «Молот» (Ростов-на-Дону), «Вечерний Ставрополь» "Вечерний Ставрополь". Дата обращения: 7 января 2015., более 20 лет — внештатным сотрудником газеты «Красное знамя» Краснознаменного Северо-Кавказского округа (Ростов-на-Дону).
После ухода из «Ставропольской правды» Ю. Н. Христинин работает в изданиях городского и регионального значения: «Ставропольские губернские ведомости» (1991—1992), собственным корреспондентом в газетах «Юг» Краснодарского края, «Южный экспресс», «Северный Кавказ» по Ставропольскому краю (1993—2004).
Умер Ю. Н. Христинин 4 февраля 2008 года в возрасте 65 лет. Похоронен в Ставрополе.

## Журналистские расследования
Работая в различных газетах, Ю. Н. Христинин постоянно занимался историей своего края, проводил расследования, которые из газетных материалов зачастую становились отдельно изданными художественными книгами. Более всего он интересовался судьбами известных земляков, а также материалами о пребывании в Ставропольском крае известных личностей. В архиве Ю. Н. Христинина хранятся подборки материалов по каждому такому «делу», включающие в себя фотографии, переписку с представителями различных организаций, очевидцами, родственниками интересовавших его личностей, копии документов и т. п. Вот некоторые из его расследований:
О жизни и деятельности Григория Анфимовича Попко (1857—1885, ур. г. Ставрополя) — видного политического деятеля России, члена тайного революционного общества «Земля и Воля». Его имя упомянуто в сборнике «Былое» за 1907 год.
- Бессрочный каторжник: документальный очерк // Ставропольская правда. — 1975. — № 134—135. — 11-13 июня; «Лет ему от роду — 28…» // Ставропольская правда. — 1975. — 13 июля; Бой против тьмы // Ставропольская правда. — 1984. — 6 июня; Северный Кавказ. — 1996. — №21 май. — С. 9.

О судьбе вольнодумца Захара Стефановича Мишина (1867—1930-е гг.) — депутата от крестьян Ставропольской губернии Первой Государственной Думы (1906). На IV съезде РСДРП на его выступление ссылался В. И. Ленин. 
- Вольнодумец // Ставропольская правда. — 1988. — 22 апреля (в соавт. с Н. Дикаловой; Судьба вольнодумца // Ставропольская правда. — 1988. — 14 декабря.

Редкие факты и свидетельства о жизни семьи Германа Александровича Лопатина (1845—1918, ур. г. Ставрополя) — первого переводчика на русский язык «Капитала» Карла Маркса.
- «Свидетельство» // Ставропольская правда. — 1981. — 7 января; «Хитрость Максима Горького» // Северный Кавказ. — апрель 2003 — № 13 (621).

Неизвестные факты о судьбе Никиты Григорьевича Антоненко (1880—1905, ур. Ставропольской губернии) — сподвижника лейтенанта П. П. Шмидта, поднявшего в 1905 г. восстание на крейсере «Очаков».
- На грани двух эпох // Ставропольская правда. — 1982. — 9 сентября.

О семье Проминских. Иван Лукич Проминский — польский социал-демократ, сосланный с семьей в Сибирь, сосед В. И. Ленина в Шушенском (1897—1900 гг., цитаты из писем В. И. Ленина). Его сын — Леонид — революционер (ему посвящена глава в книге П. М. Никифорова «Муравьи революции»). Рекомендацию ко вступлению обоих Проминских во Всесоюзное общество старых большевиков давала лично Н. К. Крупская.
- Операция «Почтовый вагон» // Ставропольская правда. — 1988. — 28 июля.

История исследования снимка «В. И. Ленин и кремлёвские курсанты» (Москва, Кремль, 12 мая 1920 г.). О судьбе одного из выпускников первых московских пулеметных командных курсов Владимира Александровича Ролдугина (ур. г. Ставрополя).
- Слово о главном счастье // Ставропольская правда. — 1981. — 22 апреля.

Интересные факты биографии Феликса Эдмундовича Дзержинского (1877—1926): о пребывании его на лечении в Кисловодске.
- Пьедестал для Железного Феликса // Ставропольская правда. — 1992. — 25 августа.

О судьбе Александра Михайловича Корчагина (1913—1982, ур. Ставропольской губернии) — первого дипломатического курьера Полномочного Представительства СССР в Греции от Народного комиссариата иностранных дел СССР (1928).
- Дипкурьер Корчагин: документальный очерк // Ставропольская правда. — 1974. — № 35-36. — 11-12 апреля.

Редкие сведения из биографии Ивана Лукича Хижняка (1893—1980) (из личной переписки Ю. Н. Христинина с И. Л. Хижняком) — генерал-лейтенанта, известного военачальника, ветерана трех войн. В годы гражданской войны воевал на Кубани, в Великую Отечественную — командовал частями, сражавшимися на Северном Кавказе, и принимал участие в освобождении Ставрополья от немецко-фашистских захватчиков. Его бронзовый бюст работы В. И. Мухиной выставлялся в Третьяковской галерее.
- Уточнение к биографии // Ставропольская правда. — 1991. — 20 апреля; Рожденный для созидания // Северный Кавказ. — 2003.

История установления имени политрука со знаменитого снимка "Политрук продолжает бой". Дата обращения: 27 января 2015. И. М. Шагина — Михаила Ивановича Калинкина (1908—1944, ур. г. Георгиевска Ставропольского края), а также материалы по его биографии.
- «Политрук ведет бой…» // Ставропольская правда. — 1974. — 8 мая; Политрук обретает имя // Ставропольская правда. — 1975. — 25 марта; Штрихи к портрету // Ставропольская правда. — 1975. — 27 мая; Имя известно // Правда. — 1975. — 28 апреля; Секрет военного снимка: документальный очерк // Память огненных лет. — Ставрополь, 1981. — С. 242—271.

Материалы о жизни Емельяна Ивановича Ермакова (1904—1945, ур. г. Ставрополя) — подполковника, заместителя комдива Южного фронта, участвовавшего в освобождении от немецко-фашистских захватчиков Румынии, Болгарии, Югославии, Венгрии. В 1945 г. в Будапеште на Площади Свободы Е. И. Ермакову был установлен памятник.
- Вдали от Родины // Ставропольская правда. — 1975. — 25 января.

Интересные факты биографии Георгия Константиновича Жукова (1896—1974).
- Наука побеждать // Ставропольская правда. — 1986. — 30 ноября (с неизвестным ранее снимком Г. К. Жукова); Маршал и его дочь // Ставропольская правда. — 1989. — 1 февраля (по материалам переписки Ю. Н. Христинина с Маргаритой Георгиевной Жуковой (1929—2010).
- Конь маршала // Огонек. — 1986. — № 28.

Материалы о женщинах-летчицах: 
- Александра Григорьевна Османцева (46-й гвардейский ночной бомбардировочный авиационный полк («ночные ведьмы»))
- След самолета // Ставропольская правда. — 1971. — 15 октября.
- Мария Васильевна Волобуева (927-й истребительный авиационный полк) — Личный дневник сержанта: страницы дневника летчицы // Ставропольская правда. — 1980. — 25-26 апреля.

Материалы к биографии Риммы Михайловны Ивановой (1894—1915, ур. г. Ставрополя) — сестры милосердия, второй женщины в военной истории России, ставшей Георгиевским кавалером. А также факты и свидетельства из биографии командира 83-го Самурского пехотного полка Казимира Альбиновича Стефановича (1868 −1917).
- Сестра милосердия: документальная повесть. — Ставрополь, 1987; Чтобы ты жила, Россия // Ставропольская правда. — 1987. — 5 апреля.
- Что помнят старые часы: интервью с внучкой К. А. Стефановича Н. М. Курицкой // Ставропольская правда. — 1987. — 5 марта; Мечтой ты будешь для поэта… // Ставропольская правда. — 1992. — 18 января.

Серия материалов, посвященных истории парохода «Ставрополь» Российского Добровольного флота:
- Редкие свидетельства очевидцев о судьбе Павла Георгиевича Миловзорова — капитана теплохода «Ставрополь» с 1919 по 1929 гг. — Капитан Миловзоров // Ставропольская правда. — 1976. — 7 июля.
- На рейде «Ставрополь»: документальная повесть. — Ставрополь, 1982.
- Сквозь лед и пламень // Ставропольская правда. — 1990. — 10 февраля.

## Произведения

### Повести, очерки
- Звезды над степью // Верность земле. — Ставрополь, 1974. — С. 147—165.
- Бессрочный каторжник [повесть о революционере Г. А. Попко] // Ставропольская правда. — 1975. № 134—136. — 11-13 июня.
- Сколько стоит золото // Песня аргонавта. — Ставрополь, 1975. — С. 73-85.
- День моего города. — М.: Планета, 1976. (в соавторстве с А. Е. Екимцевым)
- Два века. — Ставрополь, 1977.
- Земля отцов и детей. Счастье человека — дороги // Дорогами дружбы. — Ставрополь, 1979. — С. 115—134.
- На рейде «Ставрополь»: историческая повесть. — Ставрополь, 1981.
- Секрет военного снимка // Память огненных лет. — Ставрополь, 1981. — С. 242—271.
- Спасенная песня // Глобус. — Л.: Детская литература, 1981. — С. 217—226.
- Именем ВЧК : документальная повесть-хроника о ставропольских чекистах. — Ставрополь, 1982. (в соавторстве с А. Л. Попутько). 2-е издание, доп. и илл. — Ростов-на-Дону, 2018.
- Тайна «персидской шапки» // Глобус. — Л.: Детская литература, 1982. — С. 53-59.
- Рассказы о сверхпрочном сплаве // Ответный удар. — Ставрополь, 1983. — С. 202—222.
- По особо важным делам. 1984.
- Слово о Ставрополье // Навеки вместе. — Ставрополь, 1984. — С. 29-39.
- На сорок пятой параллели: путеводитель по Ставрополю. — Ставрополь, 1985 (в соавт. с В. В. Госданкером)
- Испытание прочности // Опаленная земля. — Ставрополь, 1985. — С. 164—175.
- Однажды на шахте «Эвжен» // Побратимы. — Ростов-на-Дону, 1985. — С. 30-36.
- Сестра милосердия: повесть-хроника о жизни и подвиге ставропольчанки Риммы Ивановой. — Ставрополь, 1987.
- Возвращение // Наследие революции. — Ставрополь, 1987. — С. 49-53.
- Гостю Ставрополя: путеводитель по городу. — Ставрополь, 1989.
- При исполнении служебного долга: Сборник. — Ставрополь, 1985 (в соавторстве с В. В. Ходаревым).
- Трудно быть сыном Отечества // Литературный Ставрополь: альманах. — Ставрополь, 1998. — № 1. — С. 144—148.
- Без права на забвение. История Ставрополья в лицах и документах: сб. очерков. — Ставрополь, 2017.
- Ставропольский "дядя Гиляй": история Ставрополья в художественной и документальной публицистике Юрия Христинина. — М.: Надыршин, 2021.

### Публицистика
- След самолета [о военной летчице А. Г. Османцевой] // Ставропольская правда. — 1971. — 15 октября.
- Стойно Стойнов — строитель из НРБ на Ставрополье // Ставропольская правда. — 1973. — 9 сентября. — С. 3.
- Нерушима дружба наша [делегация из НРБ на Ставрополье] // Ставропольская правда. — 1973. — 28 октября. — С. 1.
- Повесть о поэте [о повести А. Титова о Лермонтове «Лето на водах»] // Ставропольская правда. — 1973. — 28 ноября.
- Дипкурьер Корчагин // Ставропольская правда. — 1974. — 11-12 апреля.
- Политрук ведет бой [об истории снимка И. Шагина «Политрук продолжает бой»] // Ставропольская правда. — 1974. — 8 мая.
- Вдали от Родины [о судьбе командира дивизии Е. И. Ермакова] // Ставропольская правда. — 1975. — 25 января.
- Политрук обретает имя [рассказ о деле № 512 из Московского городского управления МВД СССР. М. И. Калинкин] // Ставропольская правда. — 1975. — 25 марта.
- Имя известно [об истории снимка И. Шагина «Политрук продолжает бой»] // Правда. — 1975. — 28 апреля.
- Штрихи к портрету [подробности биографии М. И. Калинкина] // Ставропольская правда. — 1975. — 27 мая.
- «Лет ему от роду — 28…» [новое о Г. А. Попко] // Ставропольская правда. — 1975. — 13 июля.
- Пароход идет на север: [о пароходе «Ставрополь»] // Молодой ленинец. — 1976. — 12 марта (8432). — С. 3.
- Капитан Миловзоров [о капитане парохода «Ставрополь» П. Г. Миловзорове] // Ставропольская правда. — 1976. — 14 июля.
- Личный дневник сержанта [о военных подвигах летчицы М. Волобуевой] // Ставропольская правда. — 1980. — 25-26 апреля.
- Свидетельство [семья Г. А. Лопатина и А. М. Горький] // Ставропольская правда. — 1981. — 7 января.
- Слово о главном счастье [о судьбе коменданта Кремля В. А. Ролдугина] // Ставропольская правда. — 1981. — 22 апреля.
- Прекрасной повести прекрасные страницы… // Ставропольская правда. — 1981. — 21 августа (в соавторстве с И. Усовой).
- На грани двух эпох [о судьбе сподвижника П. П. Шмидта Н. Г. Антоненко] // Ставропольская правда. — 1982. — 9 сентября.
- Поле упавших звезд // Вокруг света. — 1983. — № 3 (2510).
- Лермонтов в Ставрополе // Уральский следопыт. — 1983. — № 12. — С. 35.
- Бой против тьмы [О судьбе революционера Г. А. Попко] // Ставропольская правда. — 1984. — 5 июня.
- Из архива отважной летчицы [об истории снимка самолета «Родина» из архива В. С. Гризодубовой] // Ставропольская правда. — 1985. — 6 января.
- Конь маршала // Огонек. — 1986. — № 28. — С. 13.
- Небо начинается с земли // Черновик истории Ставрополья: публицистика лауреатов премии Германа лопатина. Ч. II. 1980 - 1989. - Ставрополь, 2012. - С. 377-381.
- Наука побеждать [о маршале Г. К. Жукове] // Ставропольская правда. — 1986. — 30 ноября.
- Что помнят старые часы [интервью с внучкой К. А. Стефановича — командира 83-го Самурского полка] // Ставропольская правда. — 1987. — 5 марта.
- Чтобы ты жила, Россия // Ставропольская правда. — 1987. — 5 апреля.
- Жизни прекрасные страницы // Советский Красный Крест. — 1987. —№ 12. — С. 22-23 (в соавторстве с И. Усовой)
- Задание особой важности [о подготовке Крымской конференции 1945 г. ] // Ставропольская правда. — 1988. — 28 января.
- Имя на борту [о флагмане Азово-Черномор. бассейна, названном именем И. А. Бурмистрова] // Ставропольская правда. — 1988. — 2 апреля. — С. 3.
- Вольнодумец [о З. С. Мишине — первом депутате Гос. Думы от крестьян Ставропольской губернии] // Ставропольская правда. — 1988. — 22 апреля (в соавт. с Н. Дикаловой).
- Операция «Почтовый вагон» [о судьбе сподвижника В. И. Ленина Леонида Проминского] // Ставропольская правда. — 1988. — 28 июня.
- Пороги на реке судьбы [о судьбе репрессированного М. С. Назаревича] // Ставропольская правда. — 1988. — 6 сентября.
- Судьба вольнодумца [о Захаре Мишине] // Ставропольская правда. — 1988. — 14 декабря.
- Маршал и его дочь [о семье Г. К. Жукова] // Ставропольская правда. — 1989. — 1 февраля.
- Риск [о В. П. Бабенышеве, канд. биол. наук, работавшем в 1947 году в Китае с чумой] // Ставропольская правда. — 1990. — 6 января. — С. 10.
- Сквозь лед и пламень [о пароходе «Ставрополь»] // Ставропольская правда. — 1990. — 10 февраля.
- Путь к честному имени [о судьбе А. Л. Козуба] // Ставропольская правда. — 1990. — 28 июня.
- Конец сомнениям (по поводу подлинности снимка, на котором запечатлены В. И. Ленин и У. Д. Алиев // Ставропольская правда. — №253-254. — 1990. — 3 ноября. — С. 2.
- Свастика на обелиске // Ставропольская правда. — №281-282. — 1990. — 8 декабря. — С. 10.
- О баптизме по существу [беседа с В. П. Кривцовым, пресвитером Ставропольской общины евангельских христиан-баптистов] // Ставропольская правда. — № 287-288. — 1990. — 15 декабря. — С. 6.
- Требуются патриоты // Ставропольская правда. — 1990. — №299-300. — 29 декабря. — С. 4.
- Сто лет адвентизма [беседа с Ю. Ф. Томенко, пресвитером Церкви христиан-адвентистов] // Ставропольская правда. — 1991.  — 19 января.  — С. 11.
- Шлюпки вместо корабля... предлагают нам сторонники распада Союза ССР // Ставропольская правда.  — 1991.  — 13 февраля.  — С. 3.
- Дальше своего порога... должен смотреть и видеть современный писатель [интервью с писательницей В. И. Слядневой] // Ставропольская правда.  — 1991.  — 6 апреля.  — С. 5.
- Уточнение к биографии [о судьбе генерал-лейтенанта И. Л. Хижняка] // Ставропольская правда. — 1991. — 20 апреля.  — С. 6.
- На алтарь Отечества [о судьбе генерала В. Н. Шундрикова] // Ставропольская правда.  — 1991.  — 27 апреля.  — С. 5.
- Взгляни Отчизне в глаза [материал о художнике П. В. Колесникове] // Ставропольская правда.  — 1991.  — 15 июня.  — С. 4.
- Перекресток судеб [о пересечении донского и ставропольского казачества] // Ставропольская правда. — 1991. — 22 июня. — С. 11.
- Колокол, ударивший в Костроме [о VI-м съезде Всероссийского общества охраны памятников...] // Ставропольская правда. — 1991. — 20 июля. — С. 6.
- Живой из списка павших [о судьбе фронтовика В. Лобаса] // Ставропольская правда. — 1991. — 17 августа. — С. 4.
- Луначарский был на своем месте. А кто еще? [точка зрения публициста на происходящие перемены] // Ставропольская правда. — 1991. — 28 сентября. — С. 3.
- Мечтой ты будешь для поэта [о семье К. А. Стефановича — командира 83-го Самурского полка] // Ставропольские губернские ведомости. — 1992. — 18 января.
- Страшная награда [о судьбе репрессированного А. В. Калмыкова] // Ставропольские губернские ведомости. — 1992. — 16, 18 июня.
- Пьедестал для железного Феликса // Ставропольские губернские ведомости. — 1992. — 25 августа.
- Эти барыньки в белых передничках [о судьбах женщин с "барским" прошлым: Л. К. Стефанович, М. А. Ярон] // Юг. — №35 (66). — август 1992. — С. 12-13.
- Солдат государственной гвардии [о Василии Свиридове, лейб-гвардейце Преображенского полка, уроженца с. Солдатское (Величаевское) Левокумского района] // Юг. — №37 (68). — сентябрь 1992. — С. 13.
- Могила в Веймаре [о судьбе Великой княгини Марии Павловны] // Юг. — №39 (70). — сентябрь 1992. — С. 12.
- Самый первый "Ставрополь" [о пароходе "Ставрополь"] // Юг. — №43 (74). — сентябрь 1992. — С. 12-13.
- Город как город: главы из книги // Невинномысский рабочий. - 1992. - №№9, 11, 13, 14, 21. Дата обращения: 27 января 2015.
- Старец Игнатий — святой из Ставрополя // Юг. — Краснодар, 1993. — № 1. — С. 5.
- «Со смертью грозной не считаясь…» // Юг. — 1993. — № 4. — январь.
- «Наградить доблестную погибшую офицерским орденом Св. Георгия» // Северный Кавказ. — 1993. — 29 декабря.
- Не ради наград, но ради только родного народу // Военно-исторический журнал. — 1994. — № 1. — С. 92-93.
- Ледовый поход "Ставрополя" // Северный Кавказ. — 1994. — №3 январь.
- Сцены из ставропольской жизни [об открытии памятника М. Ю. Лермонтову в Ставрополе] // Северный Кавказ. — 1994. — №7 февраль. — С. 12.
- Герои времени неподвластны [об открытии надмогильного памятника Р. М. Ивановой в Ставрополе] // Северный Кавказ. — 1994. — №26 июль. — С. 10.
- "Идти к мафии? Противно!" [беседа с председателем краевой организации Союза российских писателей В. Черновым] // Северный Кавказ. — 1994. — №45 декабрь. — С. 9.
- Россия — России: «Иду на Вы» // Ставропольский казачий вестник. — 1995. — июль.
- Правда крестьянина Захара Мишина // Северный Кавказ. — 1995. — №37 сентябрь.
- Холера в ловушке [о награждении ученого-вирусолога В. И. Ефременко] // Северный Кавказ. — 1995. — №46 ноябрь. — С. 14.
- Тайны упавших звезд [о метеоритах] // Северный Кавказ. — 1996. — №5 январь. — С. 14.
- Спасение Татарского городища // Северный Кавказ. — 1996. — №7 февраль. — С. 9.
- Наследие Мальтийского рыцаря [о доломитах] // Северный Кавказ. — 1996. — №15 апрель. — С. 9.
- Как Суслов Горбачева географии учил // Северный Кавказ. — 1996. — №21 май. — С. 15.
- От святого старца Игнатия. Ставропольской духовной семинарии — 150 лет // Северный Кавказ. — 1996. — №23 июнь. — С. 9.
- Тайна трех выстрелов [о военкоме Ставропольской губернии С. Батулине] // Северный Кавказ. — 1996. — №32 август. — С. 10.
- Дело корнета Медокса [о неординарном поступке военного кампании 1812 г.] // Северный Кавказ. — 1996. — №34 август. — С. 9.
- Тяжкий крест губернатора [о губернаторе Ставропольского края П. П. Марченко] // Северный Кавказ. — 1996 — №35 август. — С. 5.
- На волосок от смерти [о легендарном проводнике Кавказского Горного Общества М. Бузуртанове] // Северный Кавказ. — 1996. — 35 август. — С. 10.
- Сколько на свете Ставрополей // Северный Кавказ. — 1996. — №48 ноябрь. — С. 9.
- Ностальгия по мятежной Чечне // Северный Кавказ. — 1998. — №30. — С. 6.
- Атака на прессу [о введении ограничений для прессы губернатором А. Л. Черногоровым] // Северный Кавказ. — 1998. — №48(404). — С. 5.
- История Берлинского процесса [о разоблачении военных преступников. Совместно с А. Л. Попутько] // Северный Кавказ. — 1999. — №1 январь, №5 февраль.
- Вторая смерть полковника Ягунова [о судьбе комполка П. Ягунова] // Северный Кавказ. — 1997. — №11 март. — С. 11.
- "Все поднимающие меч, в конце концов, от меча и погибают..." [беседа с митрополитом Ставропольским и Владикавказским Гедеоном] // Северный Кавказ. — 1997. — №23 июнь. — С. 6.
- "Чёртова дюжина" [об уголовном деле 60-х гг. 13 фальшивомонетчиков. Совместно с А. Л. Попутько] // Северный Кавказ. — 1997. — №35-36 сентябрь.
- Имя на борту [о пароходе «Ставрополь»] // Северный Кавказ. — 2001. — № 23(175) июль.
- А над Испанией — безоблачное небо [о судьбе военного летчика И. А. Бурмистрова] // Северный Кавказ. — 2002. — №25(581) июнь.
- Комната без теней [о хирурге Н. И. Пирогове, служившем в госпитале Ставрополя в 1847 г.] // Северный Кавказ. — 2002. — 49(605) декабрь.
- История одного предателя [по следам военных преступлений] // Северный Кавказ. — 2002. — №50-52(606-608) декабрь.
- Комендант Варшавского договора [о Павле Демьянове, 1945 г.] // Северный Кавказ. — 2002. — №17(523) май.
- Покой им только снится [интервью с Е. В. Болховитиным, начальником СКРУПС ФПС России] // Северный Кавказ. — 2002. — №20(526) май.
- Тропой великого поэта [о неизвестных местах, связанных с именем Лермонтова] // Северный Кавказ. — 2002. — №32(538) август.
- Мужество - его покровитель [очерк о командующем Кавказской линии генерале Г. А. Емануэле] // Северный Кавказ. — 2002. — 34(540) сентябрь.
- Быть ли России на юге России? // Северный Кавказ. — 2003. № 10 март.
- Рожденный для созидания [о генерале И. Л. Хижняке] // Северный Кавказ. — 2003. — № 18.
- Был когда-то митрополит солдатом… [о митрополите Ставропольском и ВладикавказскомГедеоне] // Северный Кавказ. — 2006. — № 12 (март). — С. 21.

### Сценарии
- Пятигорск (документальный фильм)
- Здесь был поэт (документальный фильм)
- Политрук продолжает бой (документальный фильм)
- Святая Римма (документальный фильм). Беларусьфильм, 2013.